# Società della dottrina cristiana

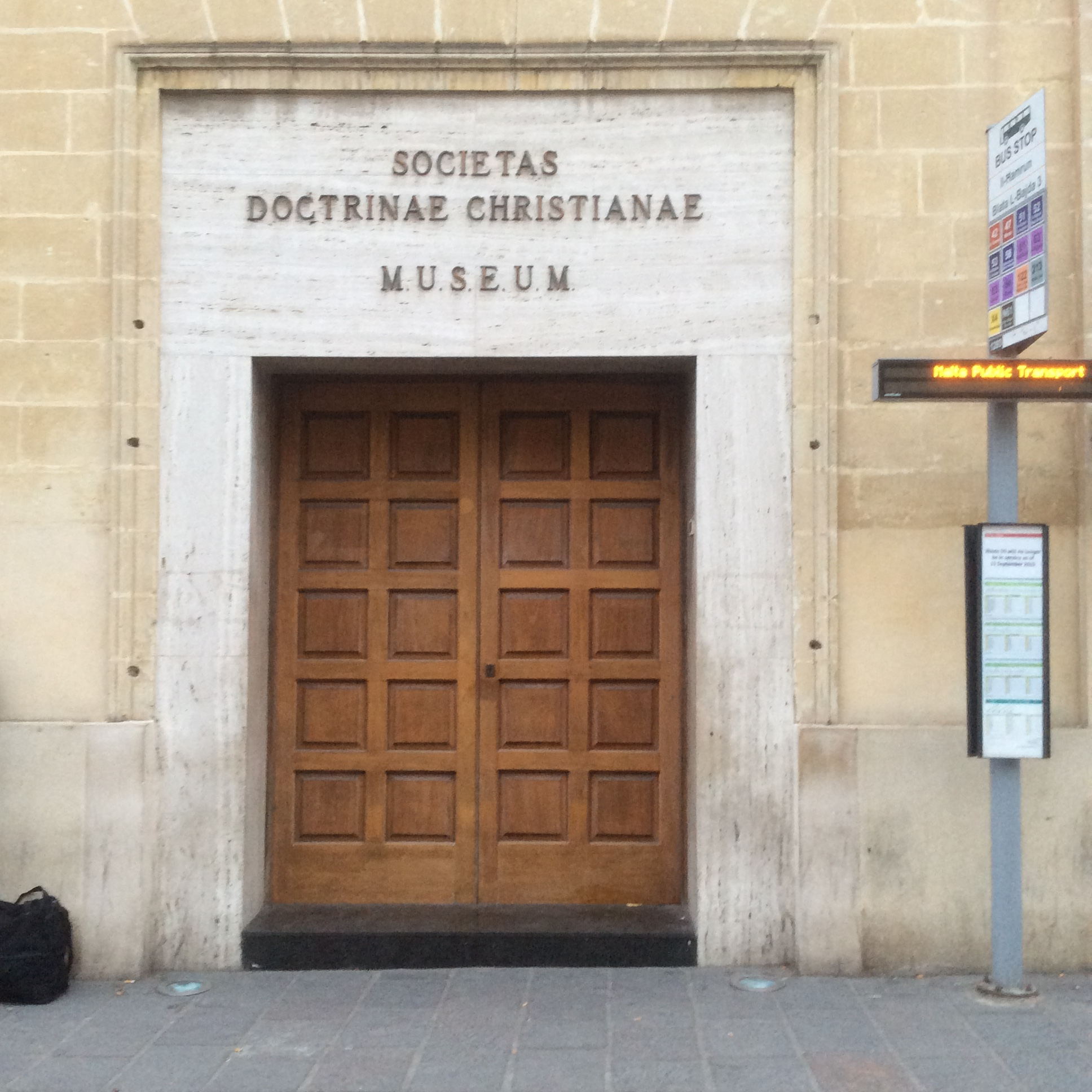
Sede a Malta

La Società della dottrina cristiana (in latino Societas Doctrinæ Christianæ; in inglese The Society of Christian Doctrine; sigla S.D.C.) è un'associazione cattolica di fedeli.
L'associazione fu fondata dal presbitero maltese Giorgio Preca: impegnato nell'insegnamento del catechismo a ragazzi, giovani e adulti sin dai tempi del seminario, nel 1907, dopo l'ordinazione sacerdotale, diede inizio a un'istituzione detta MUSEUM (Magister Utinam Sequatur Evangelium Universus Mundus) interamente dedicata all'insegnamento della dottrina cristiana. Essa fu approvata dall'arcivescovo di Malta nel 1932.
La società comprende un ramo femminile e uno maschile. I membri si impegnano nell'insegnamento del catechismo e nella formazione cristiana in scuole e parrocchie; essi emettono un voto temporaneo di castità, la promessa di obbedienza alle costituzioni e ai superiori dell'istituto e uno speciale voto di perdonare i nemici.
Oltre che a Malta, la società è attiva in Australia, Regno Unito, Kenya, Albania, Perù, Polonia e Cuba.
La sede della direzione della Società della Dottrina Cristiana è a Bajda, presso Ħamrun.